# Al-Arabi SC (Kuwait)
Al-Arabi Sporting Club es un equipo de fútbol de Kuwait que juega en la Liga Premier de Kuwait, la liga de fútbol más importante del país.

## Historia
Fue fundado en el año 1960 en la ciudad de Al Mansouriah y es reconocido por ser un equipo que le dio un nuevo significado al deporte en Kuwait, esto porque es una organización multideportiva, al también contar con representación en varios deportes como balonmano, baloncesto, voleibol, waterpolo, raquetbol, atletismo, gimnasia, natación, boxeo, Judo y halterofilia, donde ha tenido varios éxitos.
Fue el primer equipo de Kuwait en competir en un torneo organizado por la AFC en 1971 en la Copa de Clubes de Asia y el primero en enfrentarse a un rival europeo, el SS Lazio de Italia en el año 1982 con una inesperada victoria por 1-0.
Posee un largo historial de campeones en varias disciplinas, ya que pertenece a varios organismos deportivos del país y ha establecido varios récords individuales y por equipos, lo que ha hecho que varios equipos del mundo los han contactado.
Es uno de los equipos más importantes de Kuwait junto al Qadsia Sports Club. Fue el primer equipo en terminar la Temporada de la Liga Premier de Kuwait de manera Perfecta con 12 triunfos en 12 juegos en la Temporada de 1962 y también el primero en defender el título en años consecutivos en la temporada siguiente. Es el equipo con más títulos de liga con 16, 15 títulos de copa en 26 finales jugadas, 6 copas de la Corona y otras 10 copas locales.
A nivel internacional ha participado en 14 torneos continentales, donde su mejor participación ha sido en la Copa de la AFC del año 2009 al avanzar hasta los cuartos de final.
También ha participado en la Copa de Campeones del Golfo en 7 ocasiones, donde ha sido campeón 2 veces y 3 subcampeonatos.

## Palmarés

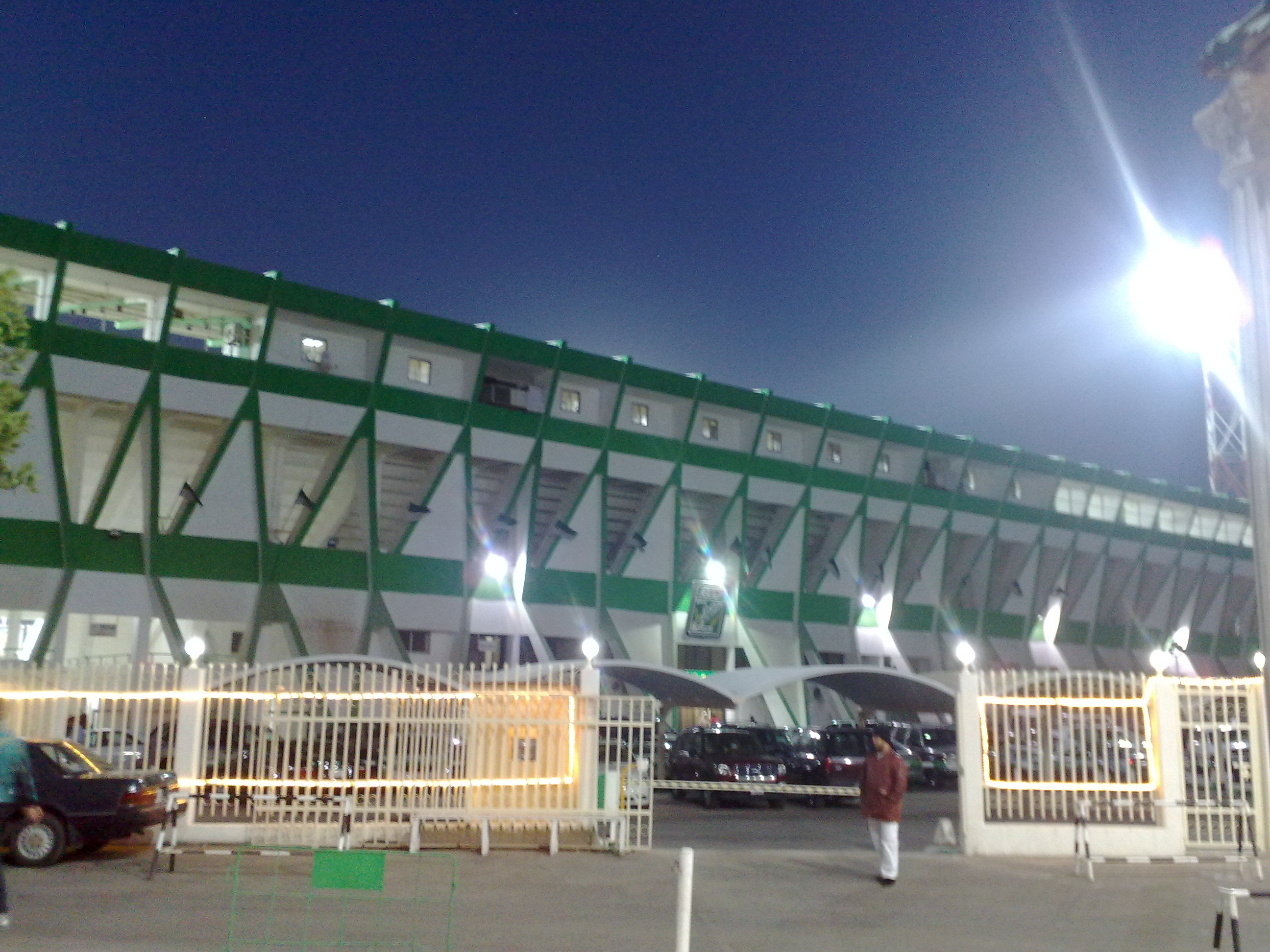
Estadio Sabah Al-Salem desde el exterior

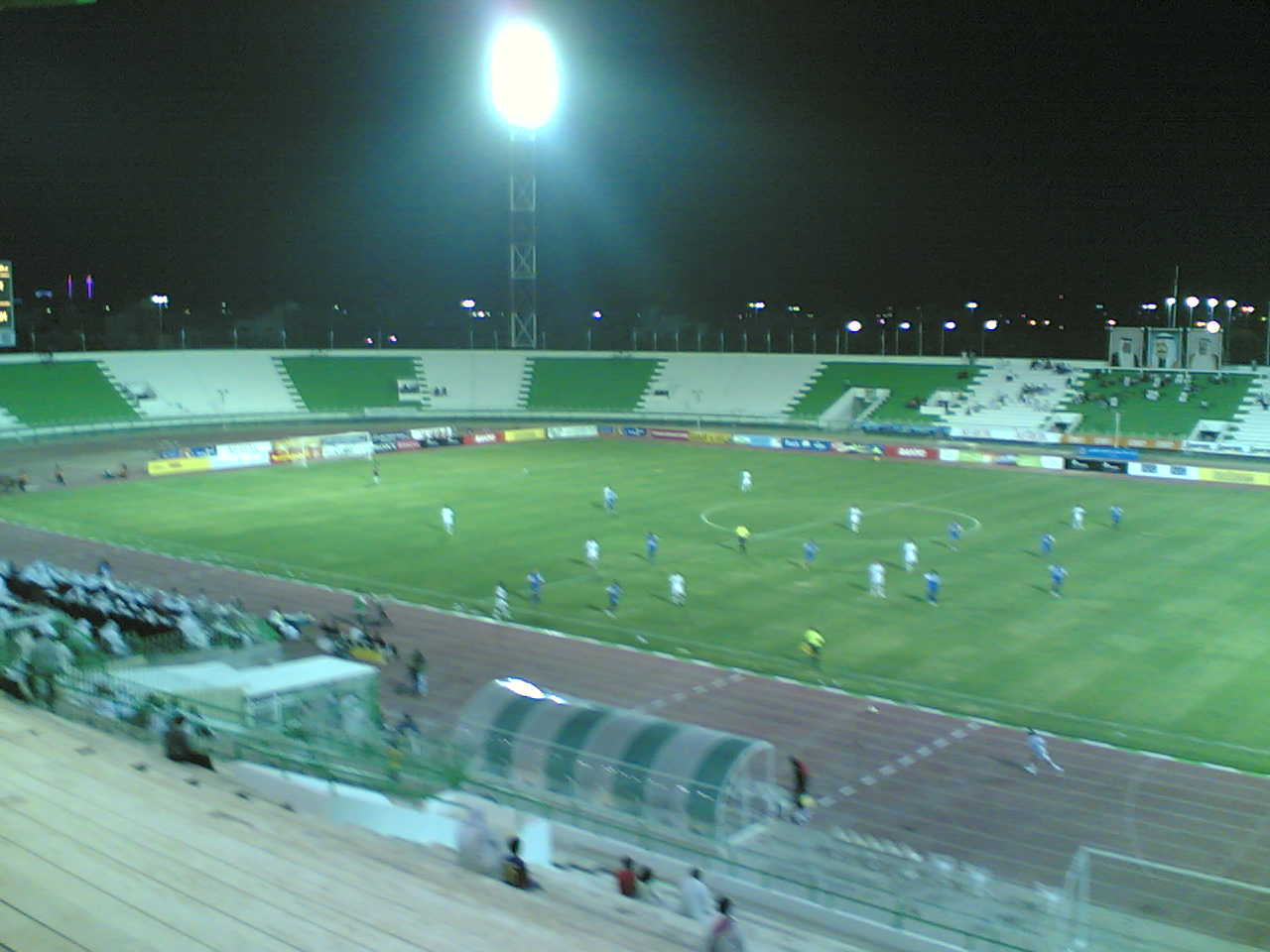
Estadio Sabah Al-Salem.

- Liga Premier de Kuwait: 17

1962, 1963, 1964, 1965, 1966, 1967, 1970, 1980, 1982, 1983, 1984, 1985, 1988, 1993, 1997, 2002, 2021
- Copa del Emir de Kuwait: 16

1962, 1963, 1964, 1966, 1969, 1971, 1981, 1983, 1992, 1996, 1999, 2000, 2005, 2006, 2008, 2020
- Copa de la Corona de Kuwait: 9

1996, 1997, 1999, 2000, 2007, 2012, 2015, 2022, 2023
- Copa Federación de Kuwait: 6

1970, 1996, 1997, 1999, 2000, 2014
- Supercopa de Kuwait: 3

2008, 2012, 2021
- Copa Al-Khurafi: 3

1999, 2001, 2002
- Kuwait Joint League: 5

1970, 1971, 1972, 1985, 1989
- Copa Sport United: 5

1996, 1997, 1999, 2000
- División Uno de Kuwait: 1

2000
- Copa de Clubes Campeones del Golfo: 2

1982, 2003

## Participación en competiciones de la AFC
- Champions League: 4 apariciones

2003 - Cuarta ronda clasificatoria
2004 - Fase de grupos
2006 - Fase de grupos
2007 - Fase de grupos
- Copa de la AFC:1 aparición

2009 - Cuartos de final
- Copa de Clubes de Asia: 6 apariciones

| 1971 - Fase de grupos 1986 - abandonó en la Fase de grupos | 1990 - abandonó en la Fase de grupos 1992 - Primera ronda clasificatoria | 1994 - Primera ronda 1998 - Primera ronda clasificatoria |

- Recopa de la AFC: 4 apariciones

| 1993 - Octavos de final 1997 - Octavos de final | 2000 - Ronda Preliminar 2001 - Octavos de final |

## Participación en competiciones de la UAFA
- Copa de Campeones del Golfo: 7 apariciones

### Récord en Asia

#### Copa de Clubes de Asia
| J | G | E | P | GF | GC | GD  |
| 9 | 1 | 2 | 6 | 8  | 19 | -11 |

#### Champions League
| J  | G | E | P  | GF | GC | GD |
| 20 | 6 | 4 | 10 | 28 | 31 | -3 |

#### Copa de la AFC
| J | G | E | P | GF | GC | GD |
| 9 | 4 | 4 | 1 | 13 | 7  | +6 |

### Partidos en la AFC
| Temporada | Torneo                 | Ronda            | País           | Club                | Casa                 | Visita     |
| --------- | ---------------------- | ---------------- | -------------- | ------------------- | -------------------- | ---------- |
| 1971      | Copa de Clubes de Asia | Grupo            | Malasia        | Perak FA            | 3-0                  | 3-0        |
| 1971      | Copa de Clubes de Asia | Grupo            | Irán           | Taj Club            | 0-0                  | 0-0        |
| 1971      | Copa de Clubes de Asia | Grupo            | Corea del Sur  | ROK Army            | 0-1                  | 0-1        |
| 1992      | Copa de Clubes de Asia | 1.ª Ronda        | Arabia Saudita | Al Hilal            | 1-1                  | 0-2        |
| 1994      | Copa de Clubes de Asia | 1.ª Ronda        | Arabia Saudita | Al Shabab           | 1-7                  | 2-5        |
| 1998      | Copa de Clubes de Asia | 1.ª Ronda        | Líbano         | Al-Ansar            | 0-1                  | 1-2        |
| 2003      | Champions League       | 3.ª Ronda        | Siria          | Al-Ittihad          | 4-0                  | 1-1        |
| 2003      | Champions League       | 4.ª Ronda        | Turkmenistán   | Nisa Aşgabat        | -                    | -          |
| 2004      | Champions League       | Grupo            | Arabia Saudita | Al-Ittihad          | 0-0                  | 0-2        |
| 2004      | Champions League       | Grupo            | Irán           | Sepahan             | 2-2                  | 1-3        |
| 2004      | Champions League       | Grupo            | Uzbekistán     | FK Neftchi          | 3-2                  | 2-1        |
| 2006      | Champions League       | Grupo            | Irak           | Al Quwa Al Jawiya   | 0-1                  | 0-3        |
| 2006      | Champions League       | Grupo            | Catar          | Al-Sadd             | 1-2                  | 1-4        |
| 2006      | Champions League       | Grupo            | Arabia Saudita | Al Shabab           | 3-0                  | 0-2        |
| 2007      | Champions League       | Grupo            | Irak           | Al-Zawraa           | 0-1                  | 2-3        |
| 2007      | Champions League       | Grupo            | EAU            | Al-Wahda            | 3-2                  | 1-4        |
| 2007      | Champions League       | Grupo            | Catar          | Al-Rayyan           | 1-1                  | 3-1        |
| 2009      | Copa de la AFC         | Grupo            | Omán           | Al-Oruba            | 2-0                  | 1-1        |
| 2009      | Copa de la AFC         | Grupo            | Irak           | Arbil               | 2-0                  | 1-1        |
| 2009      | Copa de la AFC         | Grupo            | Líbano         | Al-Mabarrah         | 4-2                  | 1-2        |
| 2009      | Copa de la AFC         | Octavos de final | Líbano         | Safa                | 2-1 t.e.             |            |
| 2009      | Copa de la AFC         | Cuartos de final | Siria          | Al-Karamah          | 0–0(t.e.) (4-5 pen.) | 0-0        |
| 2022      | AFC Cup                | Fase de grupos   | Baréin         | Riffa Club          | 3-2                  | 3-2        |
| 2022      | AFC Cup                | Fase de grupos   | Palestina      | Shabab Al-Khalil SC | 1-0                  | 1-0        |
| 2022      | AFC Cup                | Fase de grupos   | Omán           | Dhofar              | 1-1                  | 1-1        |
| 2022      | AFC Cup                | Final de Zona    | Omán           | Al-Seeb Club        | 1-2 (t.e.)           | 1-2 (t.e.) |
| 2023–24   | AFC Cup                | Fase de grupos   | Irak           | Al-Zawraa SC        | 1-1                  | 2-1        |
| 2023–24   | AFC Cup                | Fase de grupos   | Baréin         | Riffa Club          | 0-3                  | 1-2        |
| 2023–24   | AFC Cup                | Fase de grupos   | Líbano         | Nejmeh SC           | 0-0                  | 2-1        |
| 2024–25   | AFC Challenge Cup      | Fase de grupos   | Kirguistán     | FC Abdish-Ata Kant  | 0-1                  | 0-1        |
| 2024–25   | AFC Challenge Cup      | Fase de grupos   | Maldivas       | Maziya SRC          | 2-0                  | 2-0        |
| 2024–25   | AFC Challenge Cup      | Fase de grupos   | Turkmenistán   | FK Arkadag          | 3-2                  | 3-2        |
| 2024–25   | AFC Challenge Cup      | Cuartos de final | Omán           | Al-Seeb Club        | 1-0                  | 2-2 (t.e.) |
| 2024–25   | AFC Challenge Cup      | Semifinales      | Turkmenistán   | FK Arkadag          | 2-0                  | 0-3        |

## Presidentes Desde su Fundación
| Periodo | Presidente                               |
| ------- | ---------------------------------------- |
| 1960    | Mohalhel Mohammed Al-Mudhaf              |
| 1960-61 | Mohalhel Mohammed Al-Mudhaf              |
| 1961-62 | Khalid Ahmed Al-Mudhaf                   |
| 1962-63 | Khalid Ahmed Al-Mudhaf                   |
| 1963-64 | Khalid Ahmed Al-Mudhaf                   |
| 1964-65 | Khalid Ahmed Al-Mudhaf                   |
| 1965-66 | Khalid Ahmed Al-Mudhaf                   |
| 1966-67 | Khalid Ahmed Al-Mudhaf                   |
| 1967-68 | Moussa Rashid Al-Fahad                   |
| 1969-70 | Mohammed Saleh Al-Mulla                  |
| 1970-71 | Sheikh Salman Al-Hamoud Al-Sabah         |
| 1971-72 | Sheikh Salman Al-Hamoud Al-Sabah         |
| 1972-73 | Sheikh Salman Al-Hamoud Al-Sabah         |
| 1973-74 | Sheikh Salman Al-Hamoud Al-Sabah         |
| 1974-76 | Sheikh Salman Al-Hamoud Al-Sabah         |
| 1976-78 | Sheikh Salman Al-Hamoud Al-Sabah         |
| 1978-79 | Ahmed Sayed Abdelsamad                   |
| 1979-81 | Ahmed Sayed Abdelsamad                   |
| 1981-83 | Sheikh Nayef Jaber Al-Ahmad Al-Sabah     |
| 1983-85 | Ahmed Sayed Abdelsamad                   |
| 1985-87 | Ahmed Sayed Abdelsamad                   |
| 1987-89 | Ahmed Sayed Abdelsamad                   |
| 1989-92 | Sheikh Ali Al-Abdullah Al-Salem Al-Sabah |
| 1992-93 | Fahd Abdulaziz Al-Humaiadhan             |
| 1993-94 | Mohammed Saleh Al-Mulla                  |
| 1994-97 | Ahmed Sayed Abdelsamad                   |
| 1997-00 | Ibrahim Abdullah Al-Shehab               |
| 2000-03 | Jamal Shaker Al-Kazemi                   |
| 2003-06 | Jamal Shaker Al-Kazemi                   |
| 2006-10 | Jamal Shaker Al-Kazemi                   |
| 2010    | Sheikh Salman Al-Hamoud Al-Sabah         |
| 2010–19 | Jamal Shaker Al-Kazemi                   |
| 2019–   | Aziz Ashour                              |

## Entrenadores desde 1977

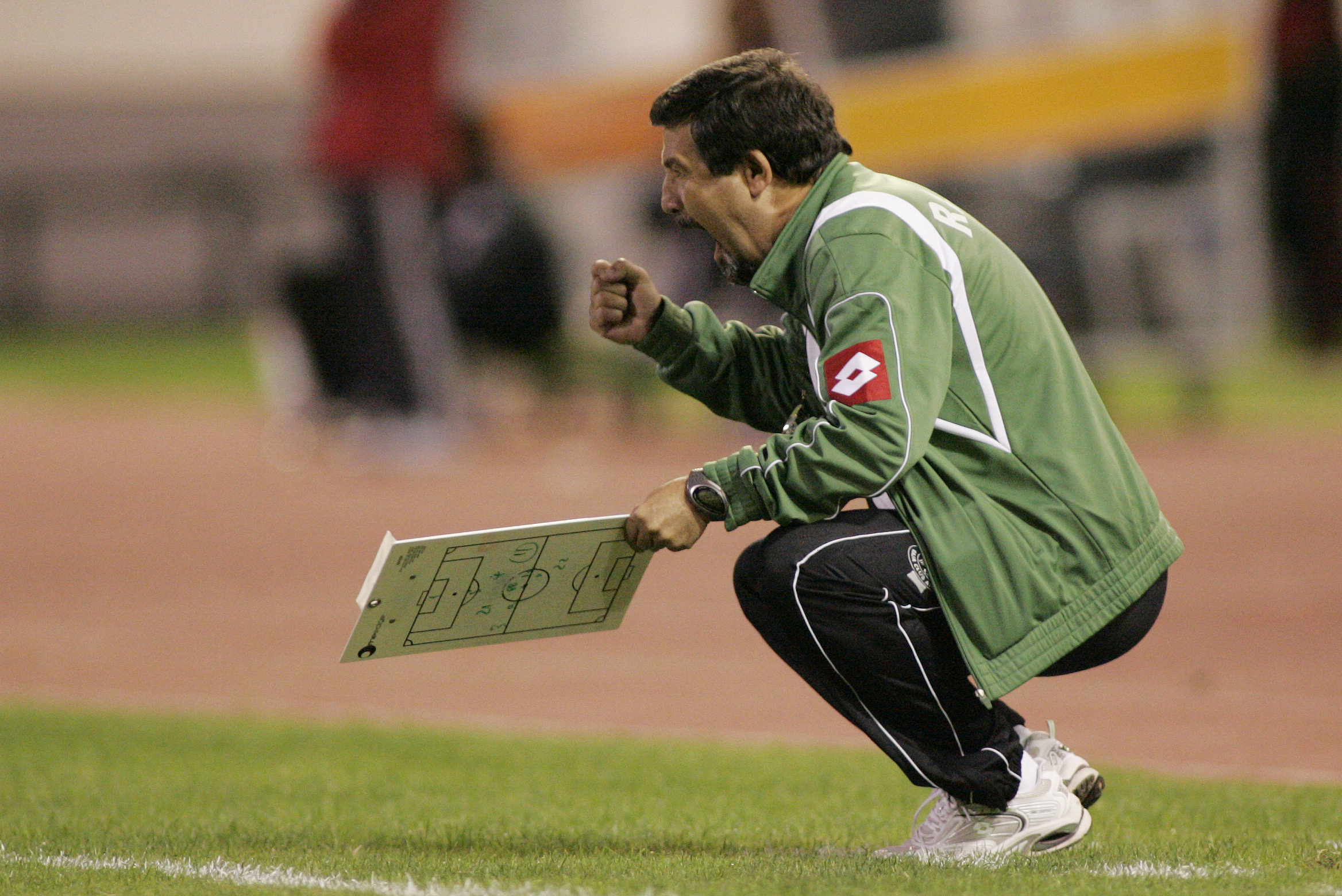
Jose Romao dirigió al Al-Arabi de 2011 a 2014.

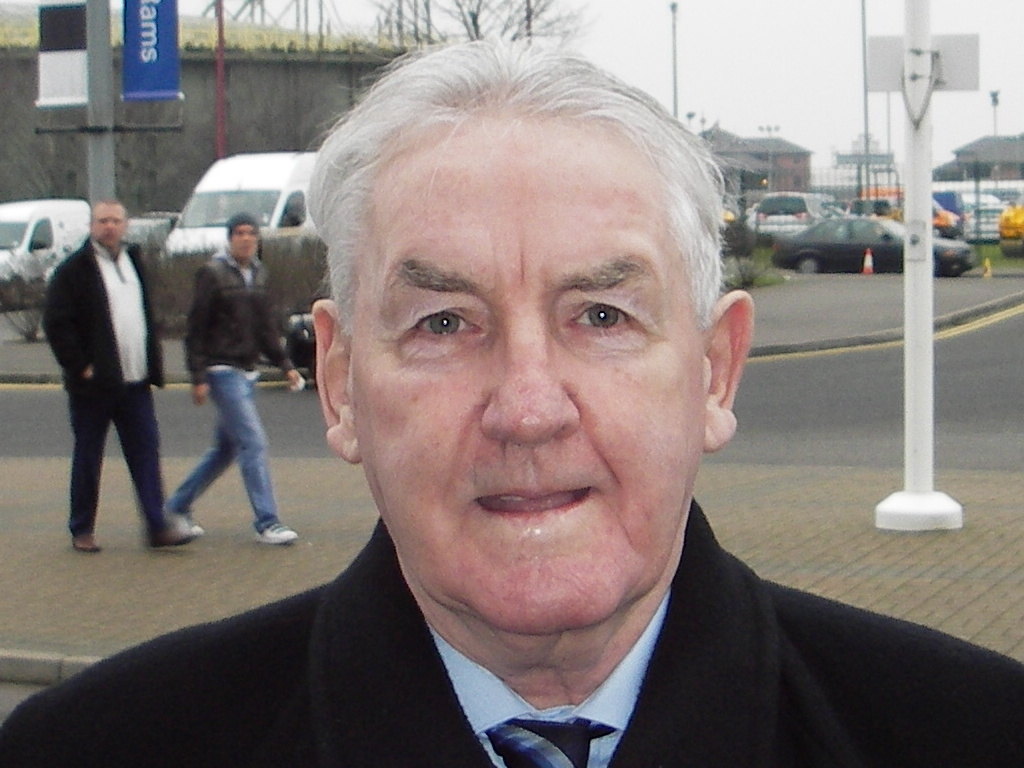
Dave Mackay, el segundo entrenado extranjero en dirigir a Al Arabi.

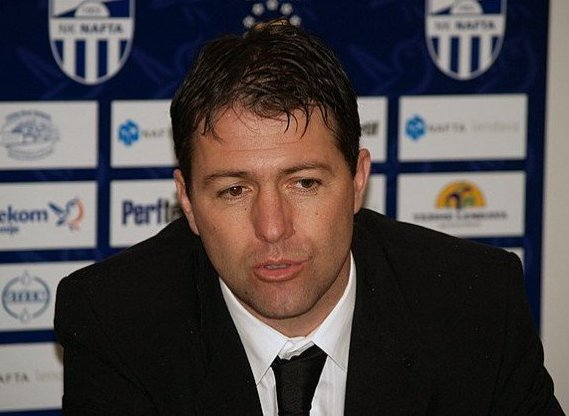
Dragan Skočić dirigió a Al Arabi en 2009–10.

| Periodo   | Nombre                                      | País                 |
| --------- | ------------------------------------------- | -------------------- |
| 1977-78   | Todor Velev                                 | Bulgaria             |
| 1978-87   | Dave Mackay                                 | Escocia              |
| 1981-82   | Frank Upton                                 | Inglaterra           |
| 1993-94   | Bobby Campbell                              | Inglaterra           |
| 1994-95   | Mohamed Karam                               | Kuwait               |
| 1994-95   | Colin Dobson                                | Inglaterra           |
| 1995-96   | Dragan Gugleta                              | Yugoslavia           |
| 1996      | Jawad Maqseed                               | Kuwait               |
| 1996-97   | Fawzi Ibrahim                               | Kuwait               |
| 1998-99   | Ján Pivarník                                | Eslovaquia           |
| 1999-00   | Dragan Gugleta                              | Serbia               |
| 2000-01   | Ján Pivarník                                | Eslovaquia           |
| 2001-03   | Valdeir Vieira                              | Brasil               |
| 2003-04   | Sebastião Lazaroni                          | Brasil               |
| 2004-05   | Mohsen Saleh                                | Egipto               |
| 2005-06   | Valdeir Vieira                              | Brasil               |
| 2006-07   | Nenad Stavrić                               | Serbia               |
| 2007-08   | José Rachão                                 | Portugal             |
| 2008-09   | Ahmed Khalaf                                | Kuwait               |
| 2009-10   | Dragan Skočić                               | Croacia              |
| 2010-11   | Marcelo Cabo                                | Brasil               |
| 2011      | Zoran Petović                               | Serbia               |
| 2011      | Fawzi Ibrahim                               | Kuwait               |
| 2011–14   | José Romão                                  | Portugal             |
| 2014–15   | Boris Bunjak                                | Serbia               |
| 2015      | Luiz Felipe                                 | Portugal             |
| 2015      | Ahmad Askar (interino)                      | Kuwait               |
| 2015–2016 | Boris Bunjak                                | Serbia               |
| 2016      | Fawzi Ibrahim                               | Kuwait               |
| 2016      | Ahmad Askar (Interino)                      | Kuwait               |
| 2016–2017 | Miodrag Ješić                               | Serbia               |
| 2017–2018 | Mohammed Ebrahim                            | Kuwait               |
| 2017      | Darko Nestorović (junto a Mohammed Ebrahim) | Bosnia y Herzegovina |
| 2018–2019 | Hussam Al Sayed                             | Siria                |
| 2019–2020 | Juan Martínez                               | España               |
| 2019–2020 | Darko Nestorović (junto a Juan Martínez)    | Bosnia y Herzegovina |
| 2020      | Bassem Marmar                               | Líbano               |
| 2020      | Ahmed Othman                                | Kuwait               |
| 2020–2022 | Ante Miše                                   | Croacia              |
| 2022–     | Jugoslav Trenchovski                        | Macedonia del Norte  |

## Jugadores

### Jugadores destacados
| - Feras Al Khated - Khaled Abdulquddus - Abdullah Al-Buloushi - Sami Al-Hashsh - Malik Al-Qallaf - Nasser Al Shatti - Abdlurhman Aldulah - Abdulaziz Fadhil - Osama Hussain - Abdulaziz Yousef Jafar - Mohamed Jarragh - Shehab Kankoune - Mohamed Karam - Ahmed Khalaf - Khaled Khalaf - Jawad Magseed - Ali Maqsed - Ahmed Mousa Mirza - Musaed Abdullah - Ali Mulla - Marzouq Said - Samir Said - Abdullah Wabran - Amir Sayoud - Ismael Abdullatif - Ebrahim Al Mishkhas | - Mohamed Hubail - Joaquín Botero - Claudinho - Cristiano Xavier de Almeida - Fabinho - Jones Leandro - José Rogerio - Lenílson - Luizinho - Wallace - Néné - Paulo de Pina - Charles Dago - Dario Dabac - Igor Novakovic - Samir Abdulrauf - Hassan Shehata - Felix Aboagye - Frank Seator - Ahmed Al Masli - Mohammad Za'abia - Bassala Touré - Taufiq Balagha - Abdelmajid Eddine - Mohamed Amine Najmi | - Emmanuel Ezukam - Mubarak Al-Beloushi - Talal Khalfan - Yasser Rajab - Muhammed Taqi - Mansour Ayando - Kader Fall - Ľuboš Perniš - Rok Elsner - Firas Al Khatib - Mohamed Al Zeno - Raja Rafe - Zain Al Fandi - Hamdi Marzouki - Ali Omar |

### Números retirados
- 7  Khaled Abd Al Kudos, centrocampista[5]
- 10  Ahmed Mousa, delantero[6][7]
- 17  Khaled Khalaf, delantero
- 19  Ahmed Saad Al Rashidi, defensa
- 22  Samir Said, Arquero - Homenaje Póstumo
- 30  Ali Omar, centrocampista[8]